# AFI 100년 시리즈
AFI 100년 시리즈(AFI 100 Years... series)는 미국 영화 연구소가 내놓은 1998년부터 2008년까지의 연간 목록 시리즈이다. 미국 영화의 세기(century)를 축하하기 위한 CBS 텔레비전 스페셜이 보통 수반된다.

## 시리즈 목록
- 1998년: AFI 선정 100대 영화
- 1999년: AFI 선정 100대 스타
- 2000년: AFI 선정 100대 코미디 영화
- 2001년: AFI 선정 100대 스릴러 영화
- 2002년: AFI 선정 100대 로맨스 영화
- 2003년: AFI 선정 100대 영웅과 악당
- 2004년: AFI 선정 100대 노래
- 2005년: AFI 선정 100대 영화 대사
- 2005년: AFI 선정 영화 음악 25선
- 2006년: AFI 선정 100대 치어스
- 2007년: AFI 선정 위대한 뮤지컬 영화
- 2007년: AFI 선정 100대 영화 (10주년 기념판)
- 2008년: AFI 선정 10 톱 10

## 같이 보기
- 최고의 영화 목록